# Jardín botánico de Sóller
El jardín botánico de Sóller (en catalán: jardí botànic de Sóller) se encuentra en la localidad española de Sóller, situada en la parte noroccidental de la isla de Mallorca, en las Islas Baleares. 
Desde el año 1997 está administrado por una fundación constituida por varios organismos y entidades de Baleares. 
Es miembro del BGCI, de la Asociación Ibero-Macaronésica de Jardines Botánicos y presenta trabajos para la Agenda Internacional para la Conservación en los Jardines Botánicos.
Su código de identificación internacional como institución botánica en el BGCI así como el de su herbario es SOLLE.

## Localización
En las afueras de Sóller, ocupando lo que fuera el antiguo jardín de una mansión «el Camp d'en Prohom», que se construyó en el año 1900.
Jardín Botánico de Sóller Ctra. Palma - Puerto de Sóller "km 30", 5 Apartado de correos 44, Sóller (Baleares) 07100 España
Planos y vistas satelitales39°45′52″N 2°42′33.5″E / 39.76444, 2.709306
- Total Área: 1 ha
- Promedio anual de lluvias: 800 mm
- Altitud: 50 m s. n. m.

## Historia
Se fundó en el año 1985 y se abrió al público en 1992 como centro de conservación, investigación y conocimiento de la flora mediterránea y especialmente enfocado a la flora de las islas Baleares.
En abril de 1997, se va a constituir en fundación, de la que son patronazgos el Gobierno de las Islas Baleares, el Consejo de Mallorca, el Ayuntamiento de Sóller, la Universidad de las Islas Baleares, la Caja de Baleares “SA NOSTRA”, la Asociación Museo Balear de Ciencias Naturales y la Asociación Ibero-Macaronésica de Jardines Botánicos.

## Colecciones
Las plantas se encuentran agrupadas en diversas colecciones siendo de destacar:

### Colección de planta viva

#### Flora balear

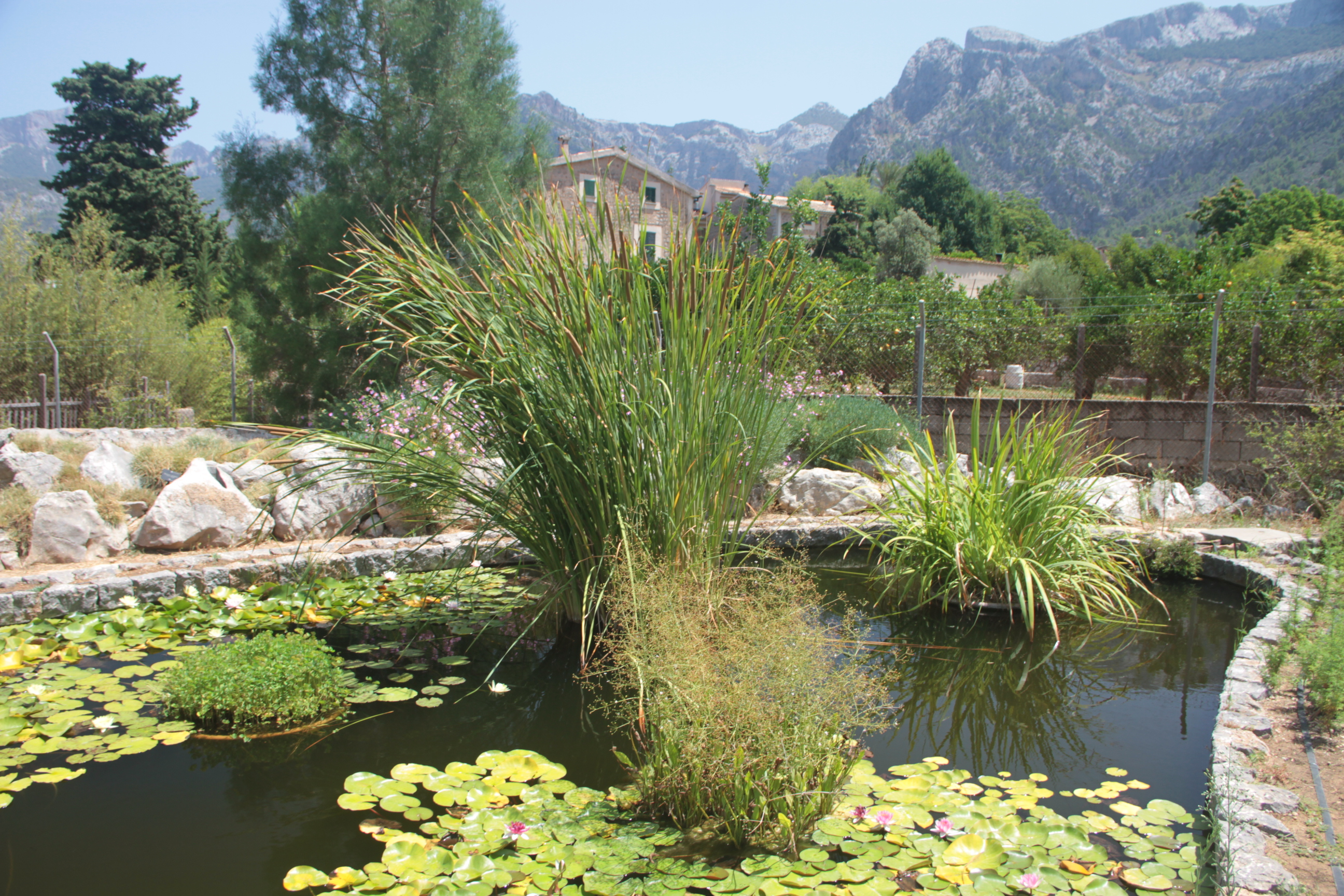
Vista hacia la sierra de Tramontana

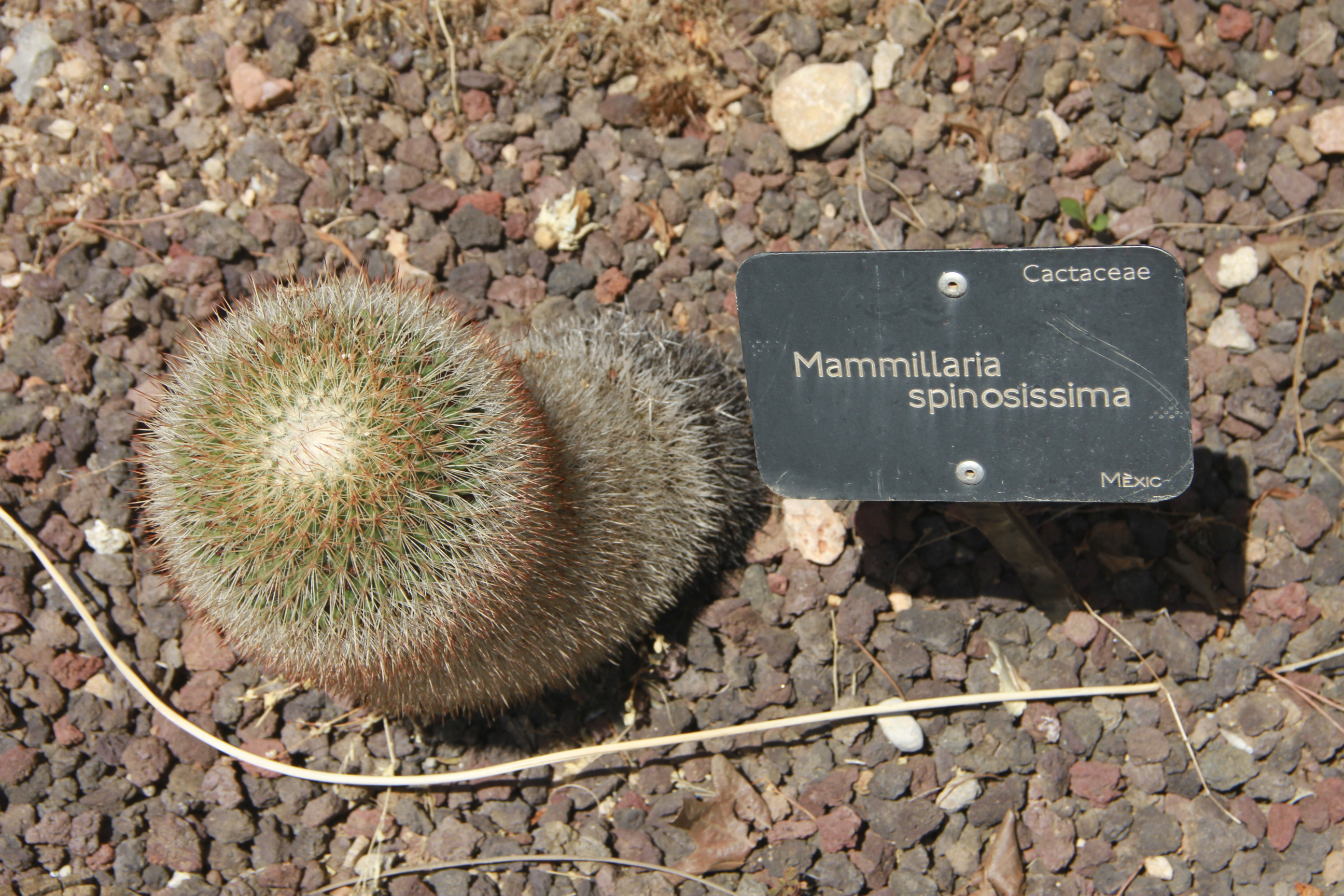
Mammillaria spinosissima

- Riberas, torrenteras y arroyos de montaña: Vitex agnus-castus, Nerium oleander, Coriaria myrtifolia, Hypericum hircinum subsp. cambessedesii, Rubus ulmifolius, Rubia peregrina, Tamus communis, Vinca difformis, Populus alba, Fraxinus angustifolia, Ulmus minor.

- Plantas de litoral rocoso: Crithmum maritimum, Launaea cervicornis, Senecio rodriguezii.

- Colecciones de reserva: Calamintha rouyana, Thymus herba-barona subsp. bivalens, Thymus richardii subsp. richardii, Thymus richardii subsp. ebusitanus, Cistus creticus, Erica scoparia subsp. scoparia, Teline linifolia, Daphne rodriguezii.

- Flora de encinar: Quercus ilex, Rhamnus alaternus, Rubia angustifolia ssp angustifolia, Smilax aspera, Erica multiflora, Cyclamen balearicum, Arbutus unedo, Erica arborea,Violaceae, Magnolia grandiflora, Buxus balearica, Taxus baccata, Potamogeton coloratus, Apium bermejoi, Naufraga balearica.

- Flora de montaña, rupícolas, jarales y tomillares: Tilia platyphyllos, Phyllostachys aurea, Chamaerops humilis, Salvia rosmarinus, Cistus salviifolius, Cistus albidus, Cistus monspeliensis, Ampelodesmos mauritanica, Astragalus balearicus, Teucrium marum, Acer granatense, Ilex aquifolium, Spartium junceum, Orchidaceae, Brassica balearica, Scabiosa cretica, Helichrysum ambiguum, Hippocrepis balearica.

- Flora de agua dulce, litoral arenoso y helechos: Lemna minor, Typha angustifolia, Iris pseudacorus, Cladium mariscus, Carex hispida, Alisma plantago-aquatica, Scirpus holoschoenus, Mentha, Hypericum hircinum subsp. cambessedesii, Eryngium maritimum, Calystegia soldanella, Thymelaea velutina, Juniperus phoenicea, Pinus halepensis, Pteridophyta.

#### Flora de otras islas

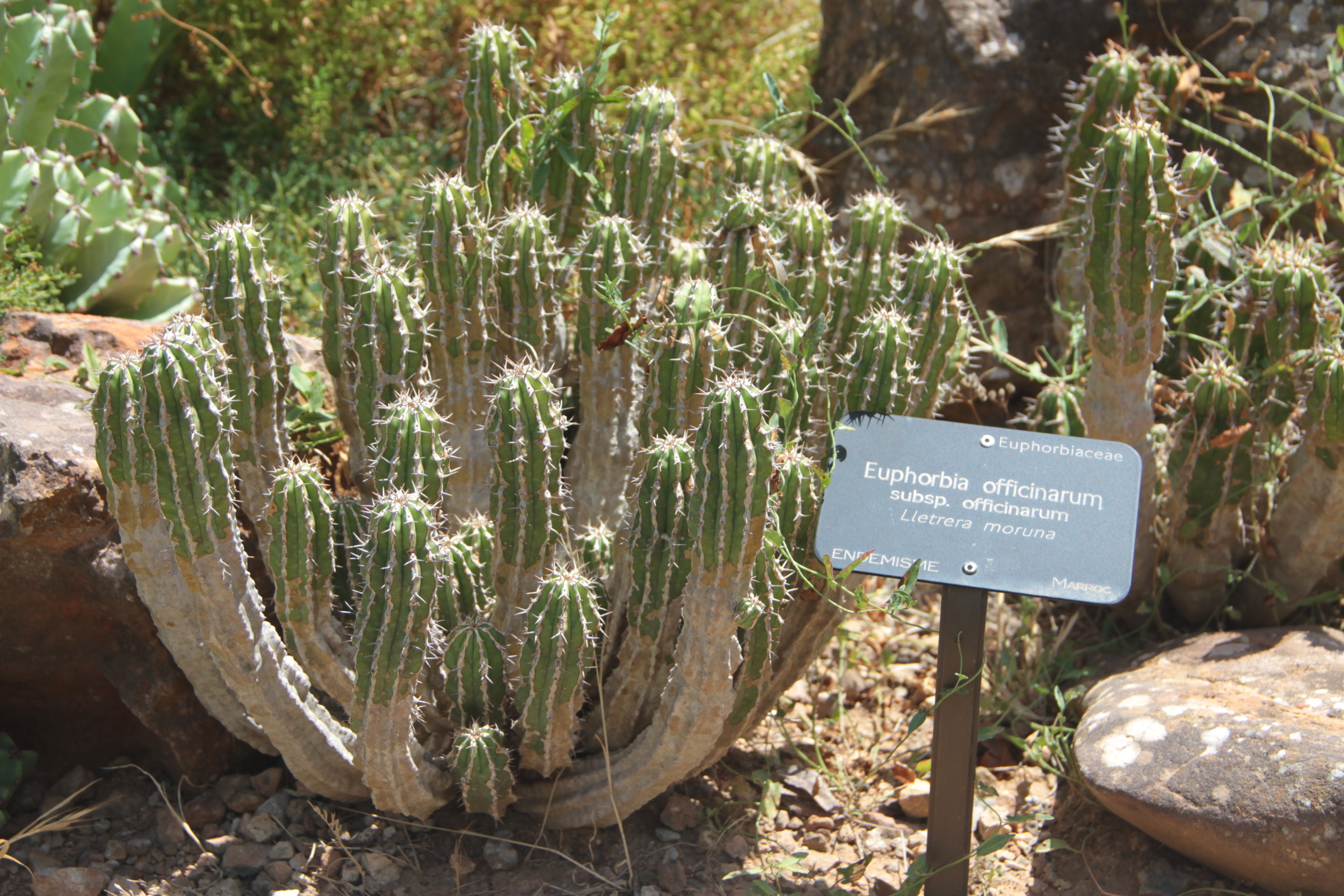
Euphorbia officinarum

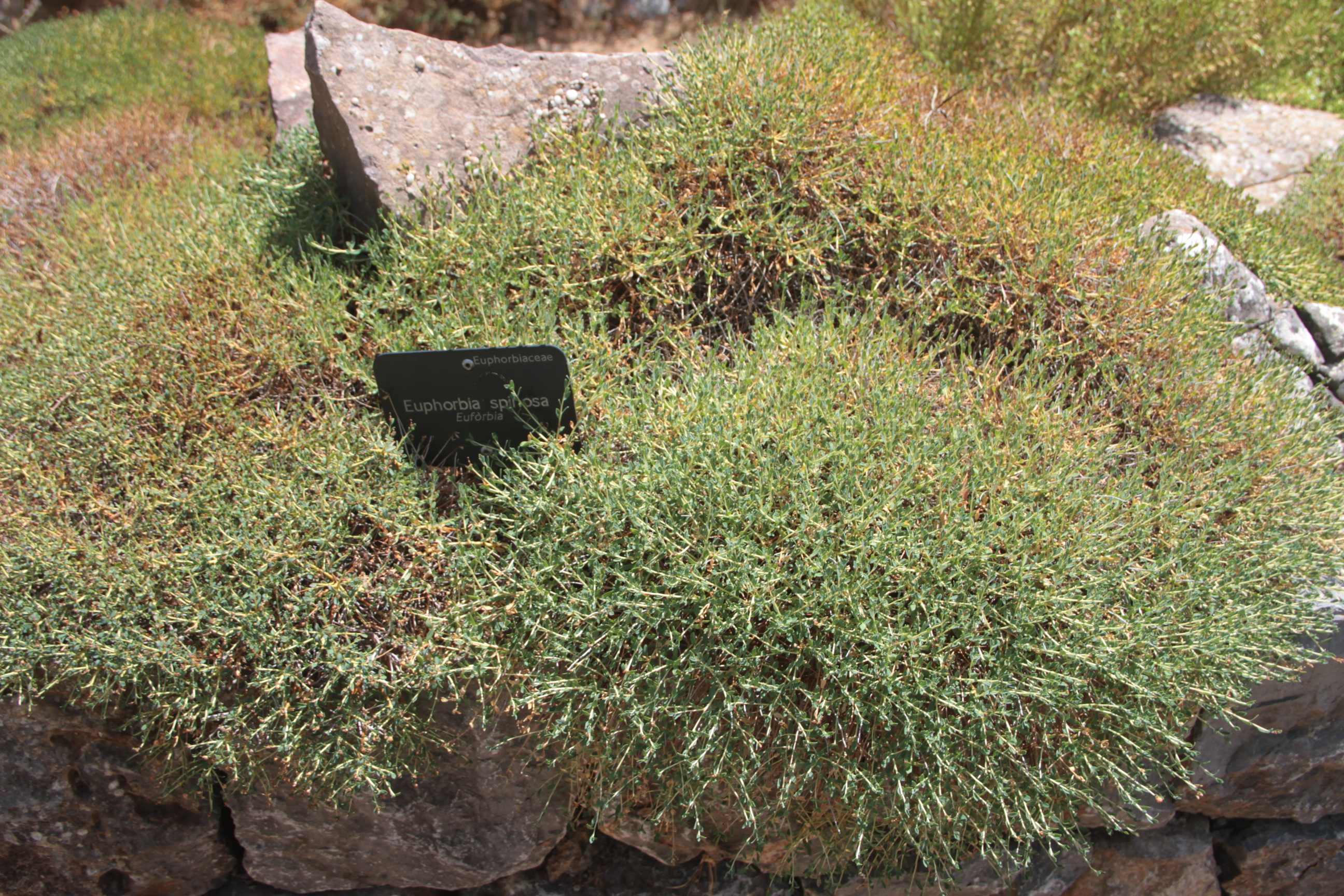
Euphorbia spinosa

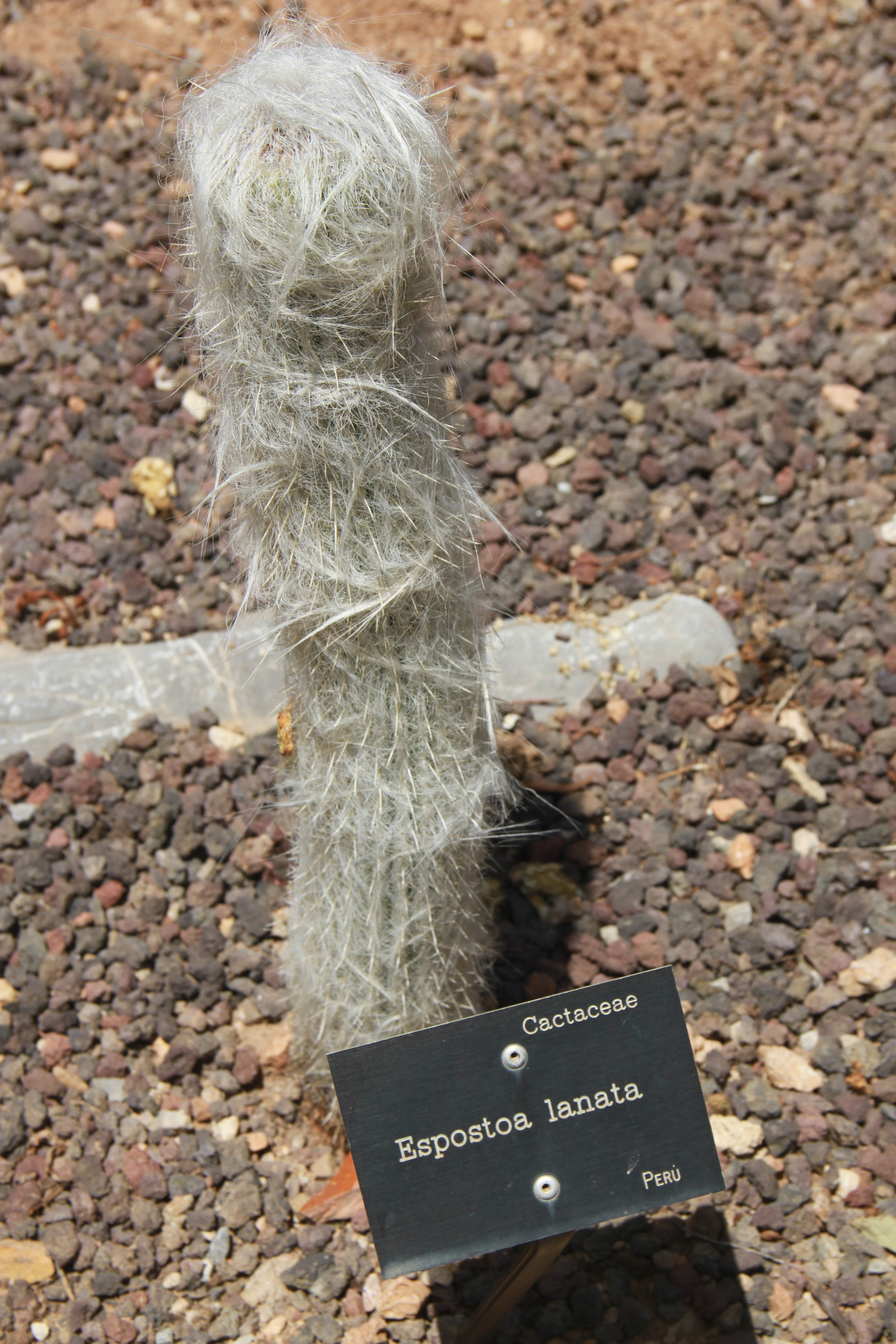
Espostoa lanata

- Flora canaria: Euphorbia canariensis, Euphorbia balsamifera, Euphorbia obtusifolia, Kleinia neriifolia, Artemisia thuscula, Periploca laevigata, Pistacia atlantica, Juniperus phoenicea, Phoenix canariensis, Dracaena draco, Woodwardia radicans, Myrica faya, Ilex canariensis, Erica arborea, Erica scoparia subsp. platycodo, Pinus canariensis, Cistus symphytifolius, Chamaecytisus proliferus, Aeonium, Monanthes, Aichrysum, Greenovia, Sonchus, Spartocytisus supranubius, Adenocarpus viscosus, Descurainia bourgaeana, Echium wildpretii, Erysimum scoparium.

- Flora de otras islas del Mediterráneo: flora de las islas de Córcega, Serdeña, Sicília, Malta y Creta. Estas áreas se encuentran en proceso de formación. Han sido diseñadas para acoger la flora más singular de las vecinas islas mediterráneas.

#### Etnobotánica
- Zona ornamental: formada básicamente por, cactus y suculentas, rosas silvestres de China y rosas antiguas, flora silvestre Sudafricana, flora estacional y enredaderas ornamentales.

- Plantas medicinales y otras especies al servicio del hombre: plantas que desde las primeras civilizaciones, el humano ha utilizado para satifacer sus necesidades: alimentación, medicamentos, fabricación de herramientas, o incluso empleándose en rituales religiosos, mágicos, de brujería. De estas plantas, algunas tienen los principios activos indispensables para la fabricación de medicamentos actuales, otros forman parte de nuestra cultura popular porque han sido utilizadas por nuestros antepasados como remedio para sus males.

- Frutales y hortalizas: encontramos las principales variedades de cítricos cultivados en la Valle de Sóller, además de una colección evolutiva de esta familia y otras variedades comerciales modernas. Se encuentran también colecciones de variedades de perales, cerezos, ciruelos, albaricoqueros, vid, melocotoneros y manzanos de variedades cultivadas en Baleares, además de un importante número de variedades autóctonas de hortaliza de temporada, a la vez, se conservan en el Banco de Semillas del Jardín Botánico.

### Herbario
Está situado en el Instituto Botánico, en unas instalaciones que garantizan su conservación. Los pliegos se mantienen a una humedad relativa del 55-60 % y a una temperatura de 21 °C, en armarios compactos. Todos los especímenes de las colecciones se congelan durante un mínimo de 48 h antes de entrar en la sala del herbario para evitar infecciones.
La colección se ve enriquecida con los herbarios personales y colaboraciones especiales de Jeroni Orell, Maria Mayol, Maurici Mus, Josep A. Rosselló, Gabriel Bibiloni, Guillem Alomar, Antoni Rebassa y Joan Mayol.

### Banco de suelos y semillas
Aunque inició sus procesos dando preferencia a las especies amenazadas de Baleares, su objetivo es conservar taxones de todas las islas mediterráneas y sus áreas de influencia. El Mediterráneo forma una unidad biogeográfica con una flora muy rica y con un elevado número de endemismos.
Esta colección de semillas se forma seguido el siguiente proceso: recolección, limpieza y recuento, envasado y congelación y finalmente la prueba de viabilidad y desecación.

### Biblioteca y documentación
Es básicamente una biblioteca de investigación y está abierta a todos los socios del Jardín que estén interesados en realizar alguna consulta. Se encuentra en el Instituto Botánico y está especializada en temas relacionados con el mundo vegetal. 
Reúne un total de 842 libros organizados por unidades temáticas: flores, botánica general, divulgación, agricultura, jardinería, ecología, conservación, parques nacionales y reservas, etnobotánica, vegetación y comunidades, etc. La biblioteca también contiene un fondo de publicaciones periódicas como revistas científicas o artículos científicos de temática Botánica.

## Objetivos
Los objetivos de esta entidad son:
- La conservación de las especies endémicas, raras o en peligro de extinción tanto de Baleares como del resto de las islas mediterráneas y de sus áreas continentales de influencia.

- La divulgación y educación mediante colecciones de plantas vivas, exposiciones, concursos de fotografía, actividades infantiles y escolares, conferencias, publicaciones monográficas y la edición de material didáctico.

- La búsqueda e investigación en biología de la conservación, biología reproductiva de especies silvestres, horticultura, jardinería, etc.

## Conservación e investigación
En cuanto a la conservación e investigación, el Jardín Botánico aplica técnicas de conservación in situ, es decir, trabajando directamente en sus ecosistemas y hábitats naturales y técnicas ex situ, que constituyen la herramienta más importante para la biodiversidad formando parte integrada de la estrategia general de conservación. Por ello, el Jardín Botánico cuenta con cuatro colecciones a destacar: las colecciones de planta viva, el banco de semillas, el herbario y colecciones iconográficas y bibliográficas.
Como resultado de las tareas de conservación in situ y ex situ, desde el Jardín Botánico de Sóller se han llevado a cabo diferentes planes de conservación de especies de las islas Baleares amenazadas como son Ligusticum huteri, Medicago citrina, Limonium majoricum, Thymus herba-barona subsp. bivalens, Alpagrostis barceloi, Lavatera triloba subsp. pallescens, ... Todas ellas forman parte de un listado de taxones, las poblaciones de las que están consideradas en peligro de extinción según el Libro Rojo de las Especies Vasculares de las Islas Baleares.
Los estudios que aquí se realizan:
- la biodiversidad y la conservación de la naturaleza
- la reproducción vegetal
- la localización geográfica de las plantas
- la taxonomía de los invertebrados
- la geología
- el ambiente

Muchos programas educativos que ha llevado a cabo han alcanzado gran popularidad. 